# Колцанени (Бузау)
Колцанени (рум. Colțăneni) насеље је у Румунији у округу Бузау у општини Михаилешти. Oпштина се налази на надморској висини од 71 m.

## Становништво
Према подацима из 2002. године у насељу је живело 265 становника, од којих су сви румунске националности.